# Isla Verde (Argentina)
Isla Verde es una localidad situada en el departamento Marcos Juárez, provincia de Córdoba, Argentina. Está compuesta por 4374 habitantes (Indec, 2022) y se encuentra a 311 km de la Ciudad de Córdoba. Sus principales recursos y fuente económica son el capital humano y los suelos, ya que sus actividades primordiales son la ganadería y la agricultura.

## Historia
El 19 de noviembre de 1901, Ferrocarril Central Argentino compra a la estancia Isla Verde, propiedad de Engelbert, Hardt y Cía, un terreno para formar la parte sur del “pueblo de la estación de Isla Verde”. El 28 de noviembre de ese año se escritura una parcela de la Colonia Artagaveytia para formar el sector norte de ese pueblo. Sus primeros colonos fueron alemanes y suizo-alemanes; y luego, italianos, españoles, sirio-libaneses, polacos, que escapaban de la guerra y pobreza de Europa.

## Toponimia
- La Estancia Isla Verde era un importante centro forestado en la pampa ondulada, y vista como un oasis.
- Al este de la Estancia Isla Verde, la laguna deja ver un islote de 3 ha.

## Población
Cuenta con 4374 habitantes (Indec, 2022), lo que representa un incremento del 7,65% frente a los 4063 habitantes (Indec, 2010) del censo anterior.
| Gráfica de evolución demográfica de Isla Verde entre 1991 y 2022 |
|                                                                  |
| Fuente: Censos nacionales del INDEC                              |

## Cultura
- Escuela de Música y Banda Municipal Isla Verde
- Club Autos Clásicos Isla Verde
- Isla Verde Bronces
- Museo y Archivo Histórico de Alberto Bischoff

## Personalidades Destacadas
- Andrés Schneiter: Tenista.
- Néstor Bebu Girolami: Piloto de Autos de carreras.
- Franco Kaki Girolami: Piloto de Autos de carreras.

## Galería de imágenes

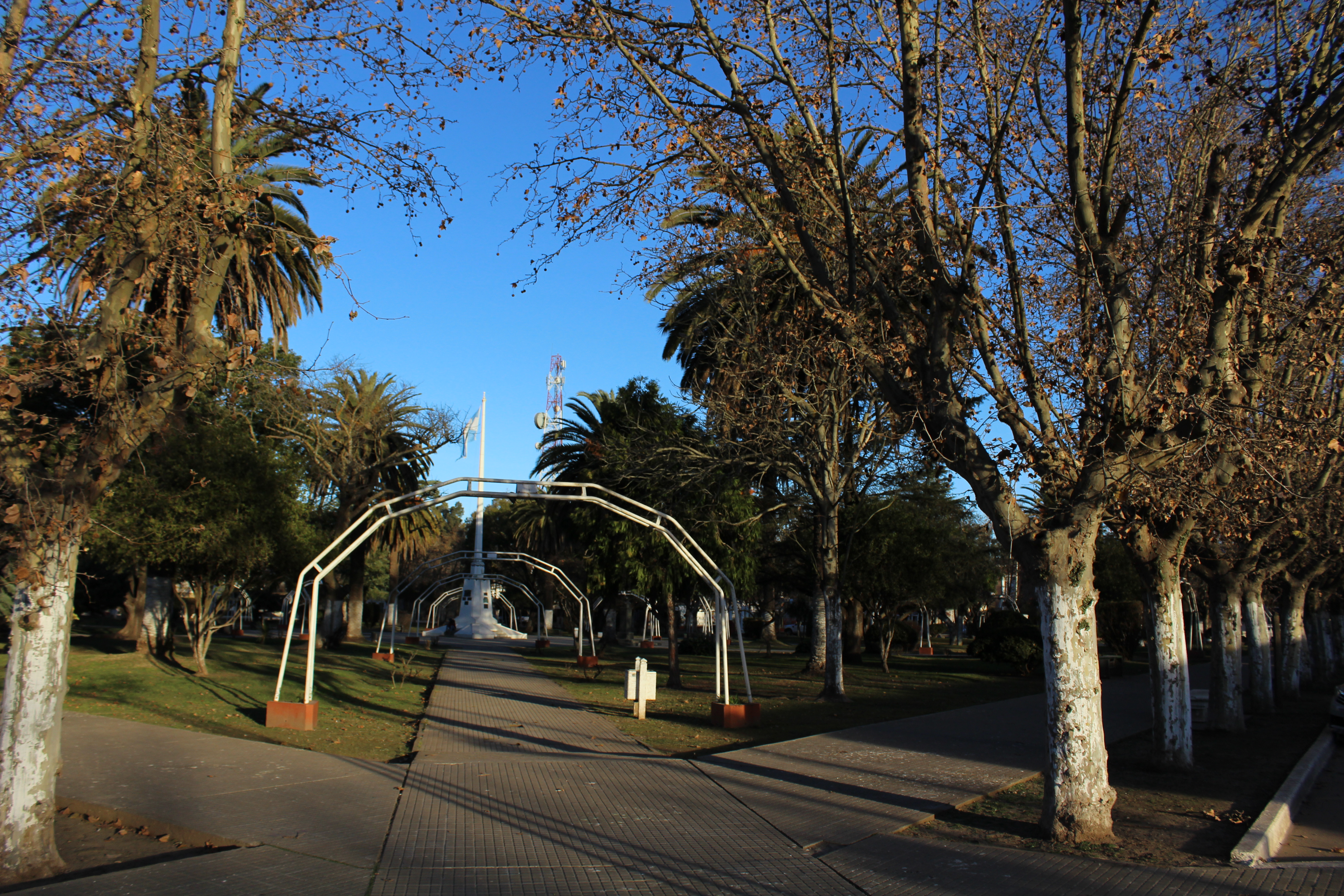
Plaza Gral. José de San Martín
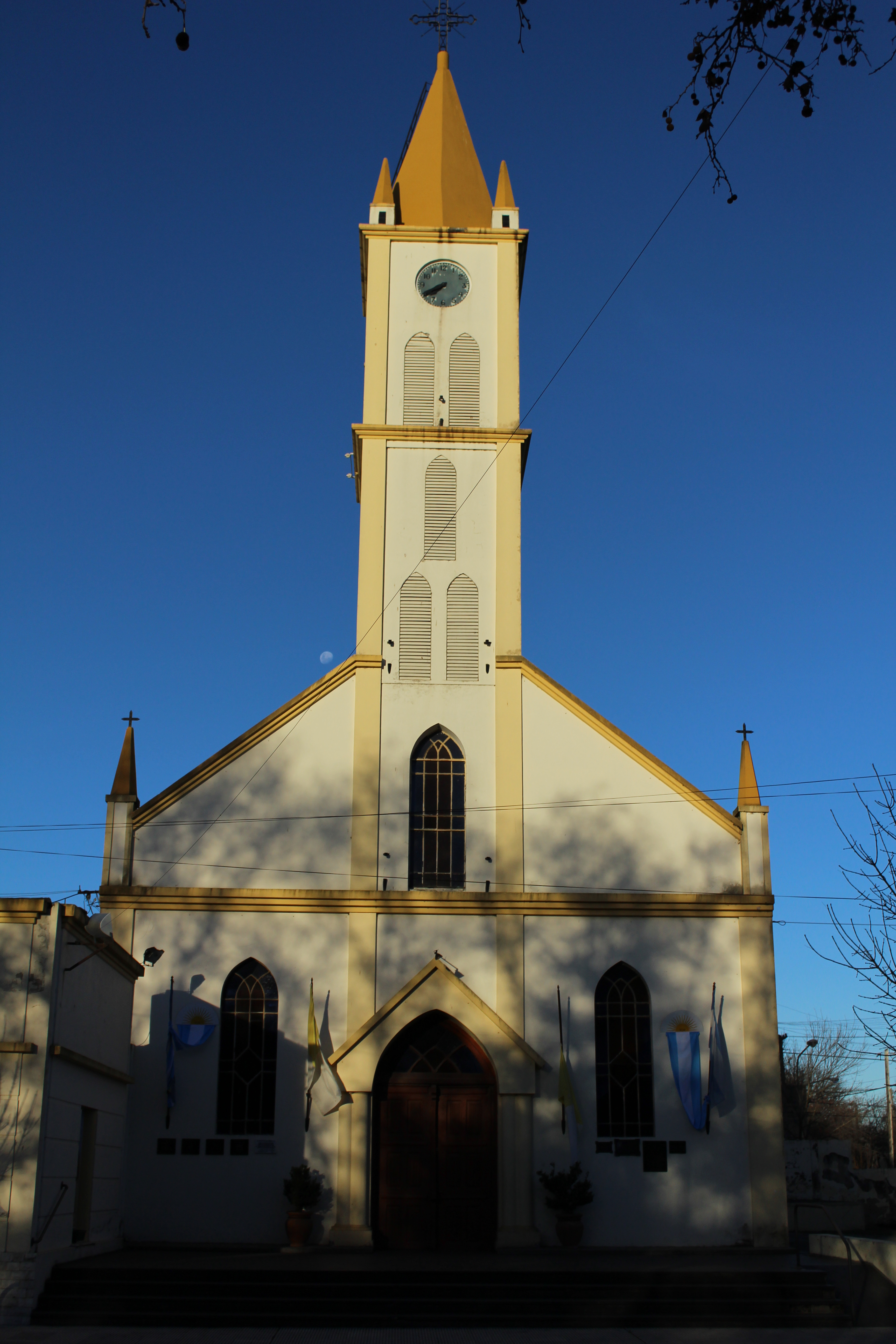
Iglesia San Antonio de Padua